# Раазику
Ра́азику (эст. Raasiku) — посёлок в волости Раазику уезда Харьюмаа, Эстония.

## География и описание
Расположен в среднем течении реки Йыэляхтме, в 16 километрах к юго-востоку от Таллина. Высота над уровнем моря — 48 метров. 
Климат умеренный. Официальный язык — эстонский. Почтовый индекс — 75203.

## Население
По данным переписи населения 2021 года, в Раазику насчитывалось 1399 жителей, из них 1292 (92,5 %) — эстонцы.
Согласно переписи населения 2011 года, в посёлке проживал 1404 человека, из них 1236 (88,0 %) —  эстонцы.
Численность населения посёлка Раазику по данным переписей населения:
| Год  | 1959 | 1970   | 1979   | 1989   | 2000   | 2011   | 2021   |
| ---- | ---- | ------ | ------ | ------ | ------ | ------ | ------ |
| Чел. | 615* | ↗ 870* | ↗ 1350 | ↘ 1321 | ↗ 1334 | ↗ 1404 | ↘ 1399 |

* Посёлок Раазику (эст. Raasiku alevik) и посёлок (эст. Haljava alevik) вместе.

## История
Первое упоминание о поселении относится к 1393 году (Raseke), в 1497 году упоминается мыза Rasseke; в 1586 году — мыза и деревня Raszke; в 1637 году — мыза и деревня Rasigk.
Деревня первоначально находилась южнее нынешнего посёлка и долгие годы принадлежала монахам Даугавгривы, владельцам монастыря Падизе. В середине 17-го столетия на месте этой деревни генерал-губернатор Андреас Торстенсон (Andreas Torstenson) возвёл мызу Пенингби (нем. Penningby, Пенинги, эст. Penningi mõs). В конце 19-го столетия, после завершения строительства железнодорожной станции Раазику, вокруг неё образовалось поселение, которое в 1930-х годах получило статус посёлка. Территория современного посёлка Раазику находится на землях бывшей мызы Кампен (нем. Kampen, Камби, эст. Kambi mõis), которая в 1565 году была отделена от мызы Разик (нем. Rasik, Раазику, эст. Raasiku mõis) и стала её побочной мызой.
В 1920 годах в результате земельной реформы на части земель национализированной мызы Галлинап (Хальява), расположенных рядом с Раазику, возник посёлок Хальява (эст. Haljava alevik, в народе Тинаметсамяэ, эст. Tinametsamäe), который в 1977 году присоединили с Раазику. Историческая деревня Хальява рядом с мызой Галлинап (эст. Haljava küla) и поселение Хальява (эст. Haljava asundus), сформировавшееся в 1920-х годах в центре одноимённой мызы, в том же году объединили в единую деревню Хальява.

## Инфраструктура
В посёлке работают детский сад «Oravake» (в переводе с эстонского — «Белочка»), основная школа (была основана как кюстерская школа в 1717 году; в 2002/2003 учебном году — 191 учащийся, в 2009/2010 учебном году — 121 учащийся), Народный дом, библиотека, два магазина (Raasiku Konsum и Raasiku Meierei), центр семейного врача, аптека, почтовая контора, фабрика «Мистра-Аутекс» (эст. AS Mistra-Autex), производящая ковровые покрытия из нетканых материалов для автомобильной промышленности, и завод «Раазику Электер» (эст. AS Raasiku Elekter), выпускающий электрооборудование и изделия из металла.
Через посёлок проходит железнодорожный путь Таллин—Тапа и дорога Арувалла—Ягала, от которой отходят местные дороги в Костивере, Кехра, Ания и Аруару.

### Общественный транспорт
Железную дорогу в Раазику построили в 1870 году.
Через посёлок проезжают электропоезда, дизель-поезда, скорые поезда (без остановки) и поезд Таллин—Москва (без остановки). В течение дня через Раазику проезжает около 30 пассажирских поездов.
На станции Раазику находятся две высокие остановочные платформы длиной 210 метров. Двухэтажное деревянное здание вокзала было построено по типовому проекту; в 2000 году его разрушили, сохранились только вспомогательные здания и водонапорная башня.
В Раазику находятся 4 автобусных остановки: Раазику (Raasiku) и Выйду (Võidu) у Ягалаского шоссе (Jägala maantee), Раазику Сиде (Raasiku Side) и Рахвамая (Rahvamaja) возле Народного дома.

## Достопримечательности
К достопримечательностям посёлка относятся:
- Харью-Яаниская церковь (церковь Иоанна-Крестителя),  памятник архитектуры, строительство нынешнего здания было завершено в 1863 году[18];
- памятник погибшим в Освободительной войне рядом с церковью (был открыт в 1935 году, восстановлен в 1989 году),  исторический памятник[19];
- старый церковный сад,  исторический памятник и археологический памятник[20];
- самая высокая в Эстонии белая ива, высота 29 метров, растёт рядом с железнодорожной станцией Раазику;
- самая толстая в Эстонии белая ива, охват 7,64 метра, растёт в двухстах метрах от самой высокой ивы;
- старинное кладбище Раазику,  исторический памятник[21];
- новое кладбище Раазику,  исторический памятник[22].

## Галерея

Посёлок Раазику
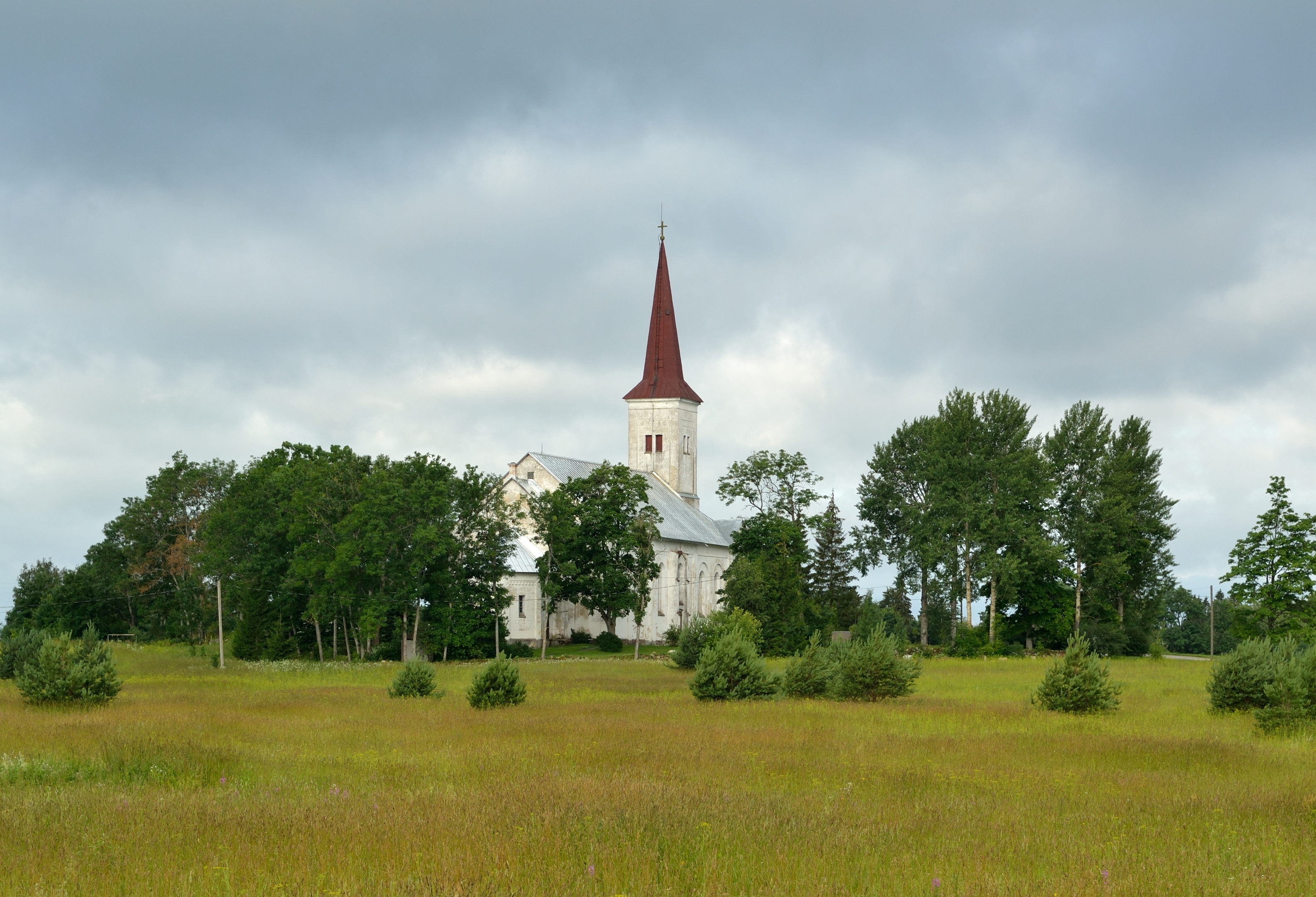
Церковь Харью-Яани
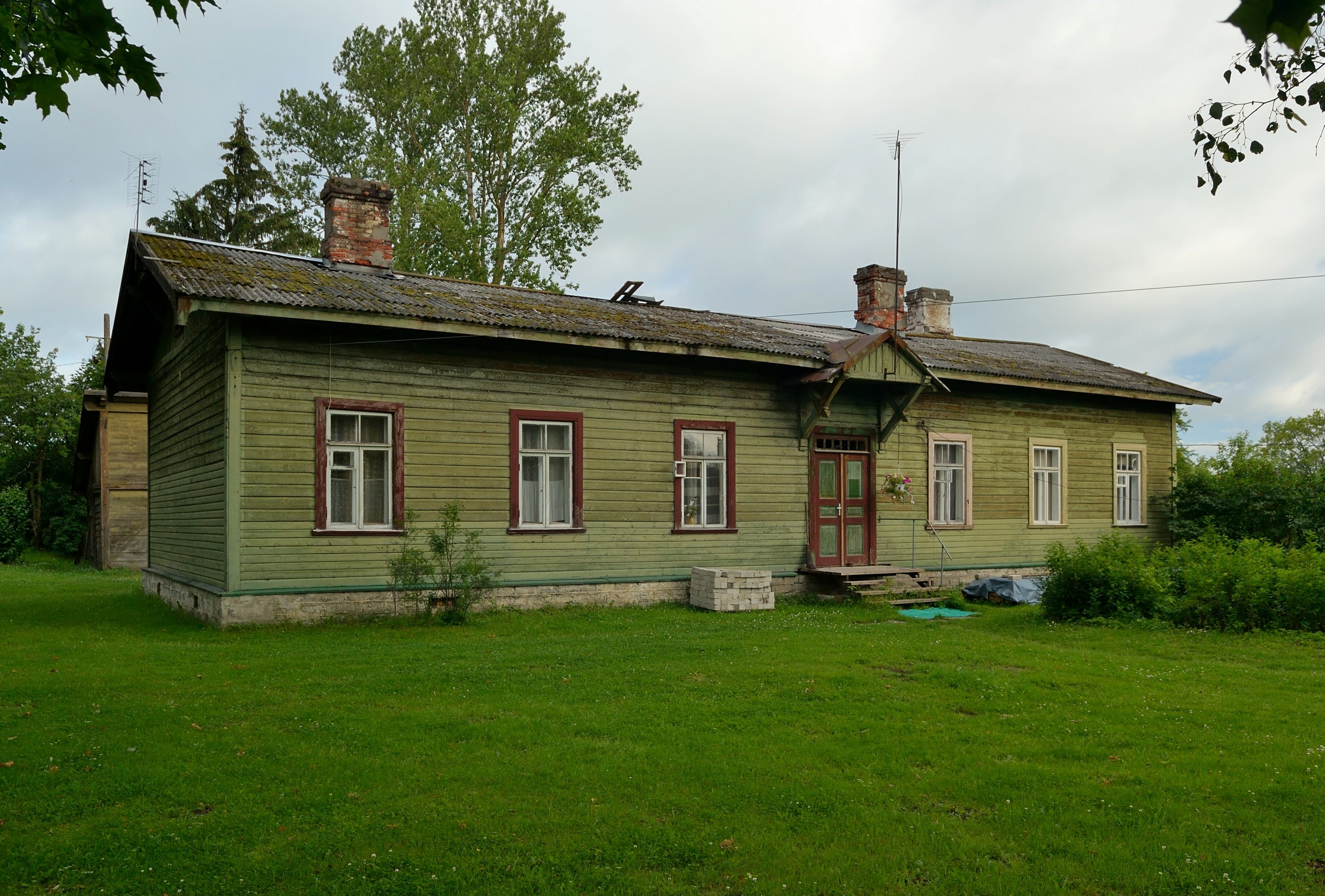
Жилой дом возле ж/д станции Раазику
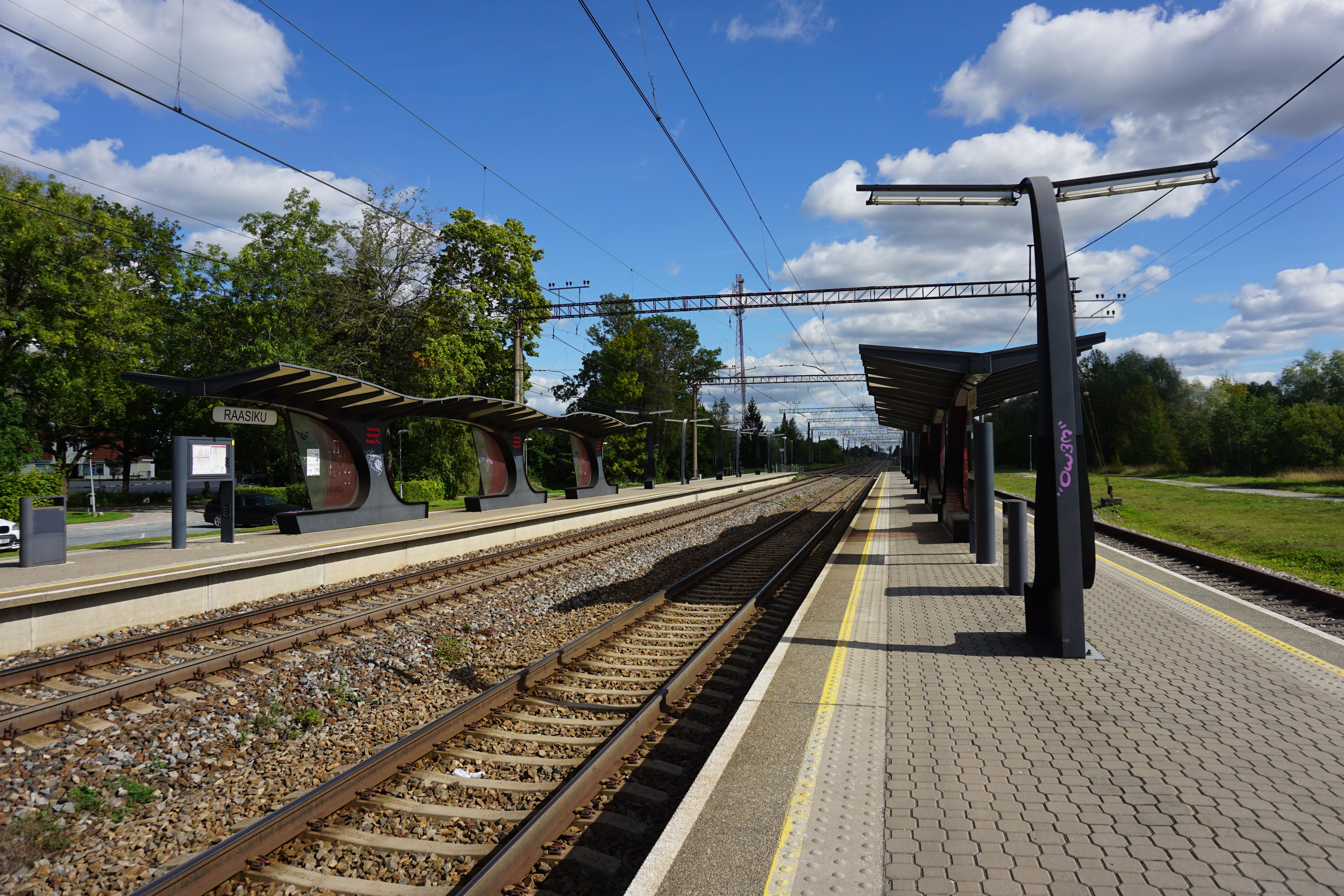
Платформы ж/д станции Раазику
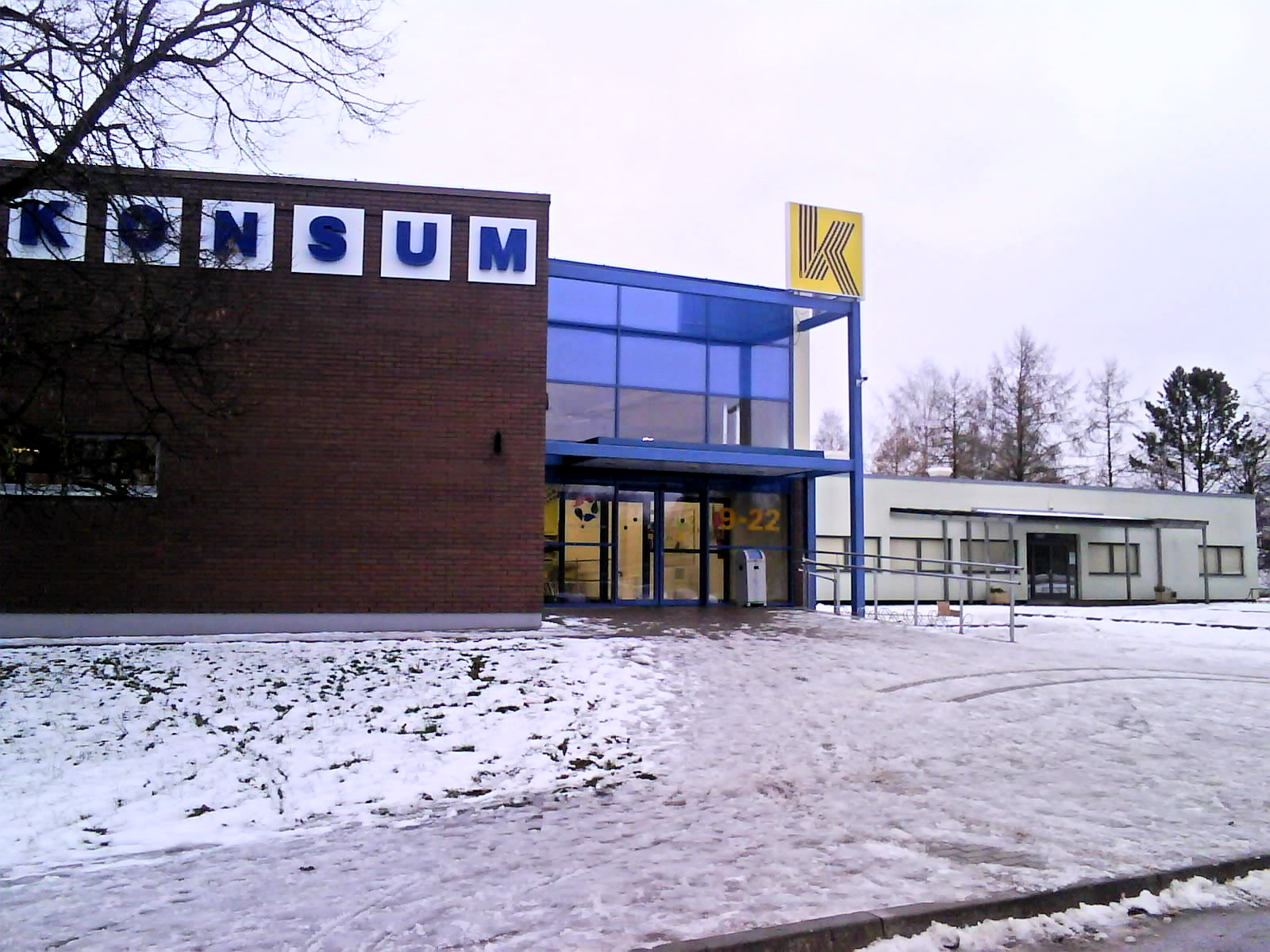
Магазин, парикмахерская и центр семейного врача
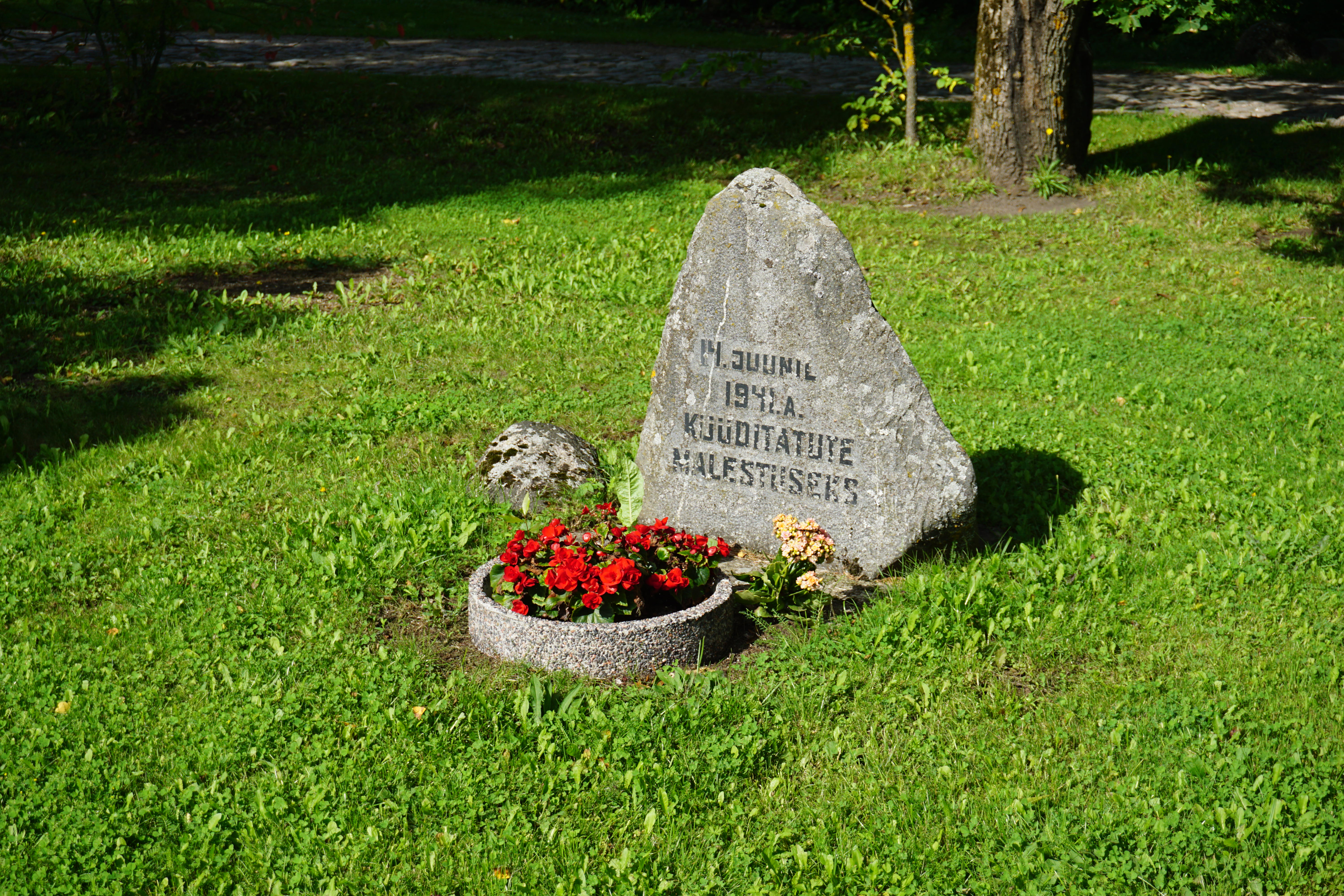
Памятник депортированным в июне 1941 года